# Cseh Tamás
Cseh Tamás (Budapest, 1943. január 22. – Budapest, 2009. augusztus 7.) Kossuth- és Liszt Ferenc-díjas magyar zeneszerző, énekes, színész, előadóművész, rajztanár.

## Élete

### Gyermek és fiatalkora
Budapesten, a Bakáts téren született. Édesapja, Cseh Ferenc a Fejér vármegyei Tordason az ismert Hangya-szövetkezet képviselője volt, a falu megbecsült embere. Második gyermek volt a családban, nővére, Cseh Sára alig volt idősebb nála. Gyermekkorában visszaköltöztek Tordasra, itt is fejezte be az általános iskolát. Már kiskorában is sokat énekelt, főleg nagymamájával együtt. Elmondása szerint akkoriban az egész falu énekelt szabadidejében, a zene szeretete is részben itt gyökerezett.
1956 novemberében apja teherautóval ismét Budapestre, a Villányi útra költöztette a családot. Tanulmányait a József Attila Gimnáziumban (ma Szent Imre Gimnázium) végezte. Érettségi ajándékként nagyszüleitől egy gitárt kapott. Ezt követően alapította meg első zenekarát akkori szomszédjuk két fiával, akiknek már volt zenei alapképzettségük. Főleg tőlük, illetve a metróban játszó zenészektől tanulta el az alapokat. A három gyerek közösen gitározott, majd hozzájuk csatlakozott Cseh egykori gimnáziumi osztálytársa dobosként. Az együttest Sztereónak nevezték el. Végül 1963-ban az egyik gitáros egy fellépés után megfogadta, hogy többet nem játszik. Testvérével együtt Bécsbe emigrált, így a Sztereó feloszlott.
Rajzszeretete miatt a Képzőművészeti Főiskolában akart továbbtanulni, azonban oda nem vették fel. Egy évig kőműves-segédmunkás volt a Gamma Optikai Műveknél. Itt eleinte a munkásoknak segített, majd túlzott "kíváncsisága" miatt feljelentették és áthelyezték a fényezőkhöz. Mindeközben eljárt rajzszakkörbe, fejlesztette magát és még többször is próbálkozott a főiskolával, azonban egyszer sem vették fel. Végül a Budapesti Tanítóképző Főiskolán, az egri Tanárképző Főiskola rajztanári szakán, majd a Képzőművészeti Főiskolán tanult tovább. A Kádár-rendszert gyűlölve egy isten háta mögötti faluba vágyott, így Perkátára költözött. Itt borzalmas körülmények között tanított másodikos diákokat, örömforrása a lovaglás és a gitározás maradt. 1965 karácsonyán (fél évi ott-tartózkodása után) egy betegség miatt hazautazott Pestre. Itt meggyógyulván megfogadta, hogy nem tér vissza a faluba. Ezek után Kelenföldön lett nevelőtanár egy szakmunkásképzőben. Miután meglett az egri diplomája, Kőbányán kezdett tanítani felső tagozaton.

### Indián életmód
Kiskora óta érdeklődött az indiánok kultúrája iránt; gimnazistaként a Gellért-hegyen alkották meg az első csapatot osztálytársaival. Ezt az ötletet érettségire készülve ismét elővette három barátjával, akikkel a Vértes hegyeiben kezdtek játszani. A terep hamar megváltozott, ugyanis Bakonybél környékén egy sokkal átláthatóbb területet fedeztek fel maguknak. A játék ekkoriban egyszerűen zajlott: a négy diák magára öltött néhány jellegzetesnek vélt indián jelmezt, két csapatra oszlott, és küldetésüknek azt tűzték ki, hogy a másik csapat tagjait nyíllal lelőjék. A csapat folyamatosan bővült, eleinte csak barátok, majd ismeretlenek is csatlakoztak. Az új tagok új ismereteket és komplexebb, a valódi indiánokra jobban emlékeztető játékot eredményeztek. 1961-ben a Néprajzi múzeumban kezdtek kutakodni, hogy minél jobban megismerjék az amerikai őslakosok viselkedését. Később megismerkedtek a "dunai indiánokkal" is, akiktől szintén sok tapasztalatot szereztek. A "játék" titokban zajlott, az új tagok csak szóbeszéd útján hallottak róla, így csak lassan gyarapodott a létszám. Ez annak is a következménye volt, hogy igazán embert próbáló volt az indiánok élete; szerszámaikat és jelmezüket maguknak kellett készíteni, meg volt szabva az ehető ételek típusa, mely tradíciókon mai napig nem változtattak. A játék két hétig tart. Az emberek különböző törzsekbe vannak osztva, mindegyiknek megvan a maga identitása és szokásai. A résztvevők feladata innentől a másik törzs tulajdonának és saját törzsük dicsőségének megszerzése. A vakmerőségnek természetesen ékes tanúbizonysága, hogy a többi törzset szabotálták. A táborozók saját nevet is kaptak valamilyen rájuk jellemző tulajdonság alapján. Cseh a "Füst a szemében" nevet kapta.

### Zenei karrier

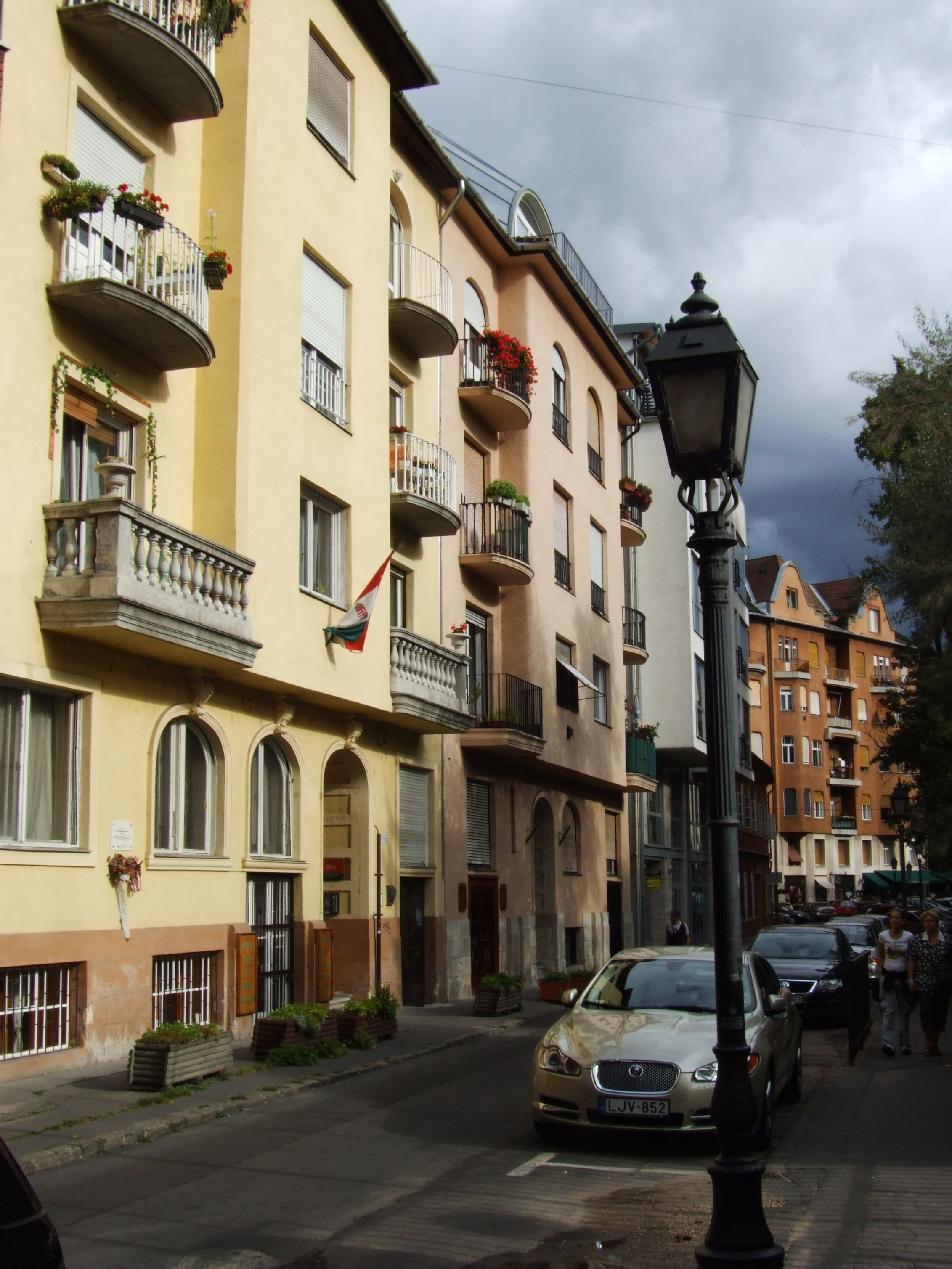
Lakóháza az I. kerületi Iskola utcában

1970-ben találkozott Bereményi Gézával, akivel már egy napi ismeretség után elkezdtek dalokat szerezni. Az első két dal megszületése után összeköltöztek Cseh lakásába, ahol aztán százával írták a közös dalokat. Ezek sokáig nem jutottak el a nagyközönséghez, féltek ugyanis a cenzúrától, de még inkább az "öncenzúrától", melyet a nyilvánosság okoz. Egy daluk azonban eljutott Jancsó Miklós filmrendezőhöz, Cseh pedig előadta azt a Még kér a nép című filmjében. Ezek után ajánlatot kaptak Gyurkó Lászlótól, a Huszonötödik színház igazgatójától, melyet először visszautasítottak, és csak 1972 nyarán fogadtak el. Ez volt az első nyilvános fellépése.
Mivel akkoriban minden zenész zenekarokban működött, ők is úgy látták a legjobbnak, ha zenésztársakat is szereznek maguk mellé. Így csatlakozott az Ad Libitum nevű együtteshez énekesként, és életre szóló barátságot kötött annak tagjaival, Kecskeméti Gáborral, Márta Istvánnal és Novák Jánossal. Velük adták az első estjüket-koncertjüket 1973. március 1-én. A kritikák pozitívak voltak, így az év őszén a Vörös zsoltár és a Még kér a nép színpadi változatában is közreműködhetett.
1973 szeptemberében ő énekelte a Cimbora című televíziós gyerekműsor főcímdalát, és gyakran szerepelt is benne. 1974-ben Elek Judit Az első fénykép címmel készített vele filmet.
1975 telén ismerkedett meg Másik Jánossal, akivel először egy operát akartak írni. Az ötletet végül Bereményi javaslatára megváltoztatták, egyfajta zenei levelet szándékoztak készíteni. Ebből először önálló est, majd nagylemez született Levél nővéremnek címmel. A lemezen a dalok között a korabeli viszonyokra reflektáló, prózai levélrészletek hangzanak el. Az album igencsak sikeres lett; ezt követően a szerzőpáros 1978-ban elkészítette az Antoine és Désiré című albumot, harmadikként pedig a Fehér babák takarodója következett. Az 1981-es Műcsarnok-album ismert művészekre, írókra, költőkre reflektál, majd a Frontátvonulás egy összefüggő történetet "zenél el" sok prózai részlettel, ez azonban csak némi késéssel, 1983-ban jelenhetett meg.

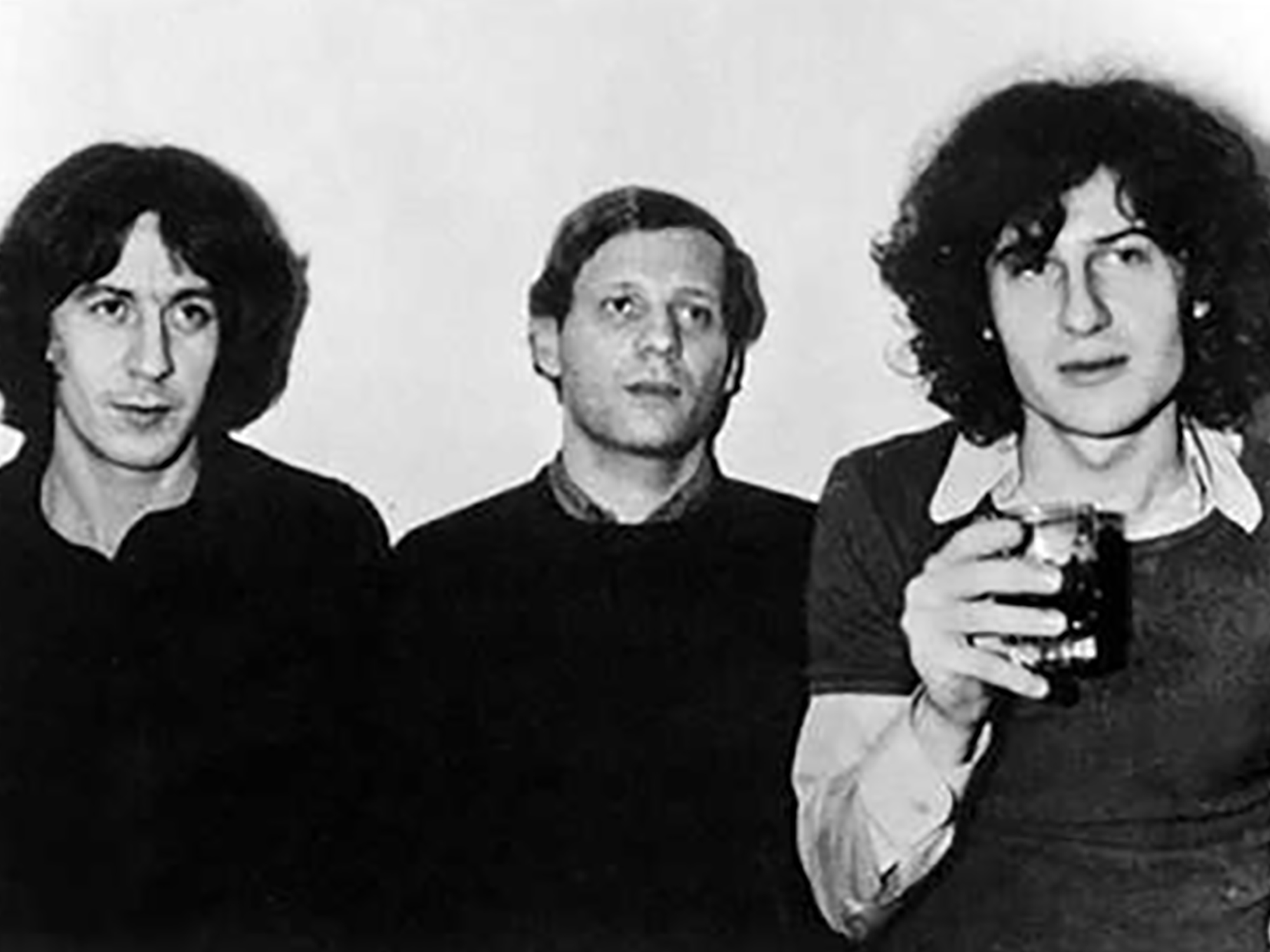
Balról jobbra: Cseh Tamás, Bereményi Géza és Másik János a hetvenes években

1978-ban a kulturális kormányzat döntése alapján a Huszonötödik Színház betagozódott a Népszínházba. Cseh még sokáig kitartott régi munkahelye mellett, de az átszervezett színház szellemisége már nem volt olyan vonzó számára, így egyre többet játszott egyetemek klubjaiban és színházaiban (Szkéné, Egyetemi Színpad).
A nyolcvanas években csatlakozott az éppen megalakuló Katona József Színházhoz. Itt tovább játszotta a még mindig nagy sikernek örvendő Frontátvonulást, az első évadban szerepet kapott az Ahogy tetszik című előadásban, majd Bereményi írt egy új darabot a régi dalokból, melyet Jóslat címmel kezdtek játszani 1984-ben. Ennek a hanglemez változata szinte egy időben, de lényegesen csonkítva, a prózai részek kihagyásával jelent meg. A következő lemez az 1987-ben kiadott Utóirat volt, mely az 1983 előtti dalokat foglalta magába.
Ekkoriban, 1980-ban feleségül vette Császár Bíró Évát, rá egy évre megszületett első közös gyermekük, András is. 1982 kora nyarán Bereményi Géza befejezettnek nyilvánította szövegírói tevékenységét, így a közös munka hét évig szünetelt. Cseh dalait ezek után Csengey Dénes írta, akivel egy közös album, a Mélyrepülés született. A lemez a Frontátvonulás sémáját követi, ez is egy összefüggő, prózától közel nem mentes történetet mesélt el. A Dénessel való együttműködésnek végül az író politikai szerepvállalása vetett véget. Végül 1989 őszétől Cseh és Bereményi visszatértek a közös munkához, majd 1990-ben elkészült az Új dalok album. Ez előtt nem sokkal, 1989 októberében született Cseh lánya, Borbála.
1992. szeptember 26-án került bemutatásra a Frontátvonulás folytatásaként is értelmezhető Nyugati pályaudvar című előadás, mely "inkább monodráma, mint dalműsor" Cseh szerint. Ettől független a következő év májusában ez is hanglemezen jelent meg. 1993. március 15-én kapta meg a Liszt Ferenc-díjat. A következő évben megjelent a Levél a nővéremnek 2., majd nem sokkal később megkaphatta A Magyar Köztársasági Érdemrend tisztikeresztjét.
1996 novemberében mutatta be A telihold dalai című estjét, melyet egy évre rá jelentetett meg. 1998-ban ezzel az esttel búcsúzott el a Katona József Színháztól. A '98-99-es évadtól a Bárka Színházban kezdte szervezni fellépéseit. 1998 novemberében a Fővárosi Önkormányzat az ő és Bereményi Géza munkásságát Pro Urbe-díjjal jutalmazta. 1999. október 15-én megkezdődött az Összes dalok időrendben című előadássorozat, melyet a '71-es dalokkal nyitottak.
2001. március 1-én bemutatták a Fonyó Gergely által rendezett Cseh Tamás film című dokumentumfilmet. Március 15-én megkapta a Kossuth-díjat. A 2004-es év igazán produktív volt számára; bemutatta új önálló estjét, A véletlen szavait, majd kiadták Az igazi levél nővéremnek című CD-jét Másik Jánossal. Ekkor jelent továbbá meg az Ady lemeze, melyben Ady Endre verseit énekelte fel Novák János zenéjére. 2006 júniusában adta utolsó teljes önálló koncertjét az Országos Széchényi Könyvtár dísztermében. 2006 nyara végén diagnosztizálták tüdőrákját.

### Betegsége és halála
2006. augusztus 26-án a Bakáts téren adta utolsó koncertjét, Másik Jánossal közösen lépett fel. Állapota ez után egyre rosszabbodott. 2007-ben jelent meg a Bérczes László által lejegyzett Beszélgetőkönyv, melyben az életét meséli el. 2008-ban jelent meg utolsó, Fel nagy örömre című karácsonyi lemeze. 2009. április 18-án Bakonybélen díszpolgárrá avatták. Augusztus 7-én hunyt el Bartók Béla úti otthonában.
Néha úgy érzem, hogy beszélek hozzá, ő meg alszik. De nem. Hálás vagyok neki. Hálás, mert hagyott énekelni. Ha úgy látta volna, rossz ember vagyok, a dalokat sem adta volna nekem. Ez megnyugtat. Ezért nem is félek.

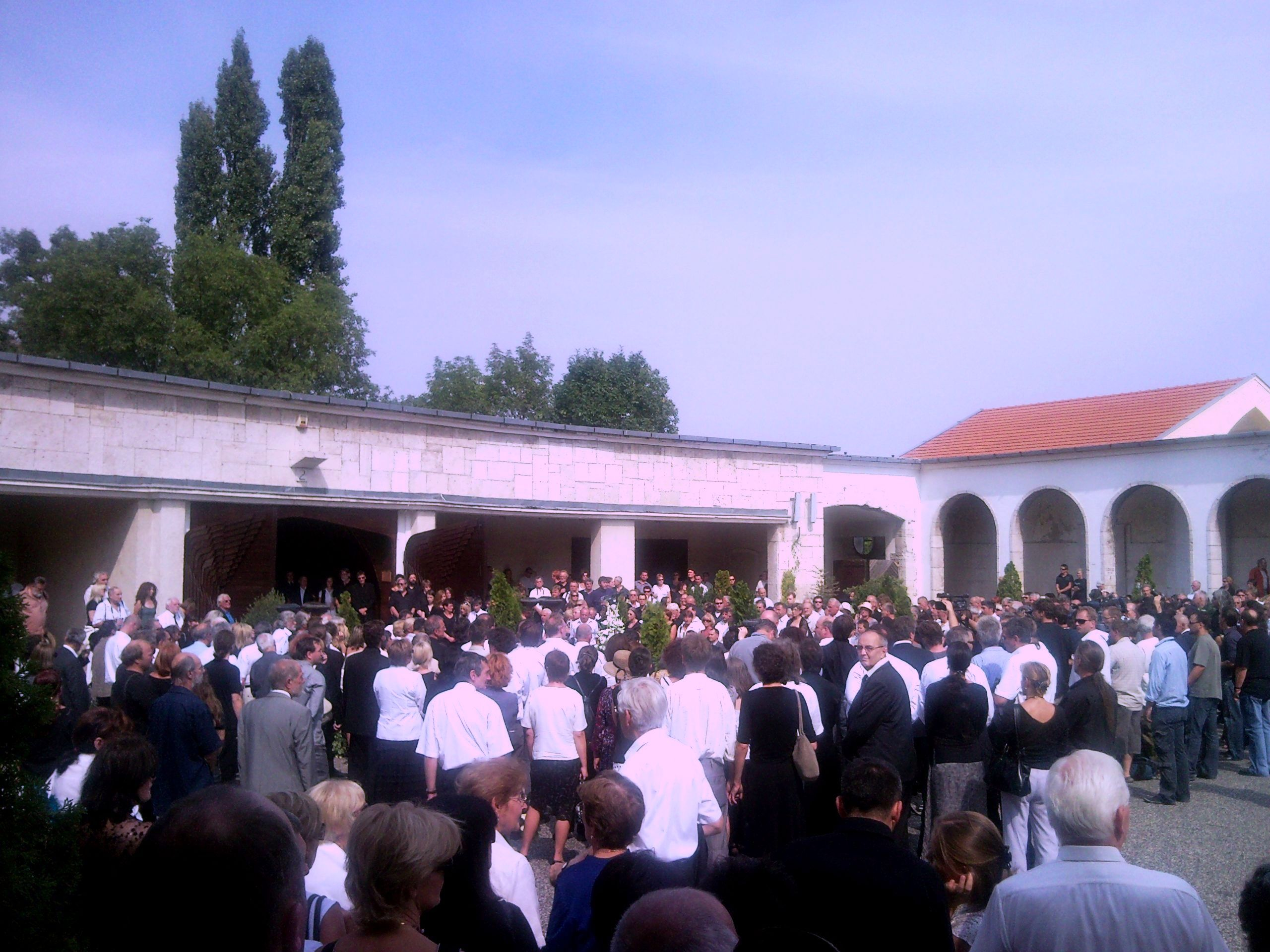
Búcsúztatása

2009. augusztus 27-én több ezren búcsúztatták a Farkasréti temetőben. Végakaratának megfelelően politikamentes gyászszertartáson Bereményi Géza búcsúztatta. Utolsó útjára az Ökrös együttes muzsikája kísérte. Az „indiántársak” hagyományaik szerint búcsúztak „Füst a szemében” törzsfőnöktől, koporsóját hajnalcsillag motívumú takaróval borították.

### Emlékezete
2012-ben szoborállítási tervpályázatot írt ki Újbuda önkormányzata Cseh Tamás énekes-dalszerzőnek a fővárosi Gellért téren. A szobrot 2013. szeptember 6-án avatta fel a XI. kerületi önkormányzat, a tér Budafoki úthoz közelebb eső, parkosított részén, a 4-es metró kijáratával szemben.
A szintén újbudai kötődésű DunapArt Művészeti Társaság A Festészet Napja program keretében 2010-ben pályázatot hirdetett, amelyet Fecsó Andrea Cseh Tamás-portréja nyert meg.
Kővágóörsön utca van róla elnevezve.
A budapesti Petőfi Irodalmi Múzeumban 2023. április 25-én nyitották meg a Helyzetjelentések – Cseh Tamás 80. című időszaki kiállítást, melyet teljes egészében a művész munkásságának szenteltek.

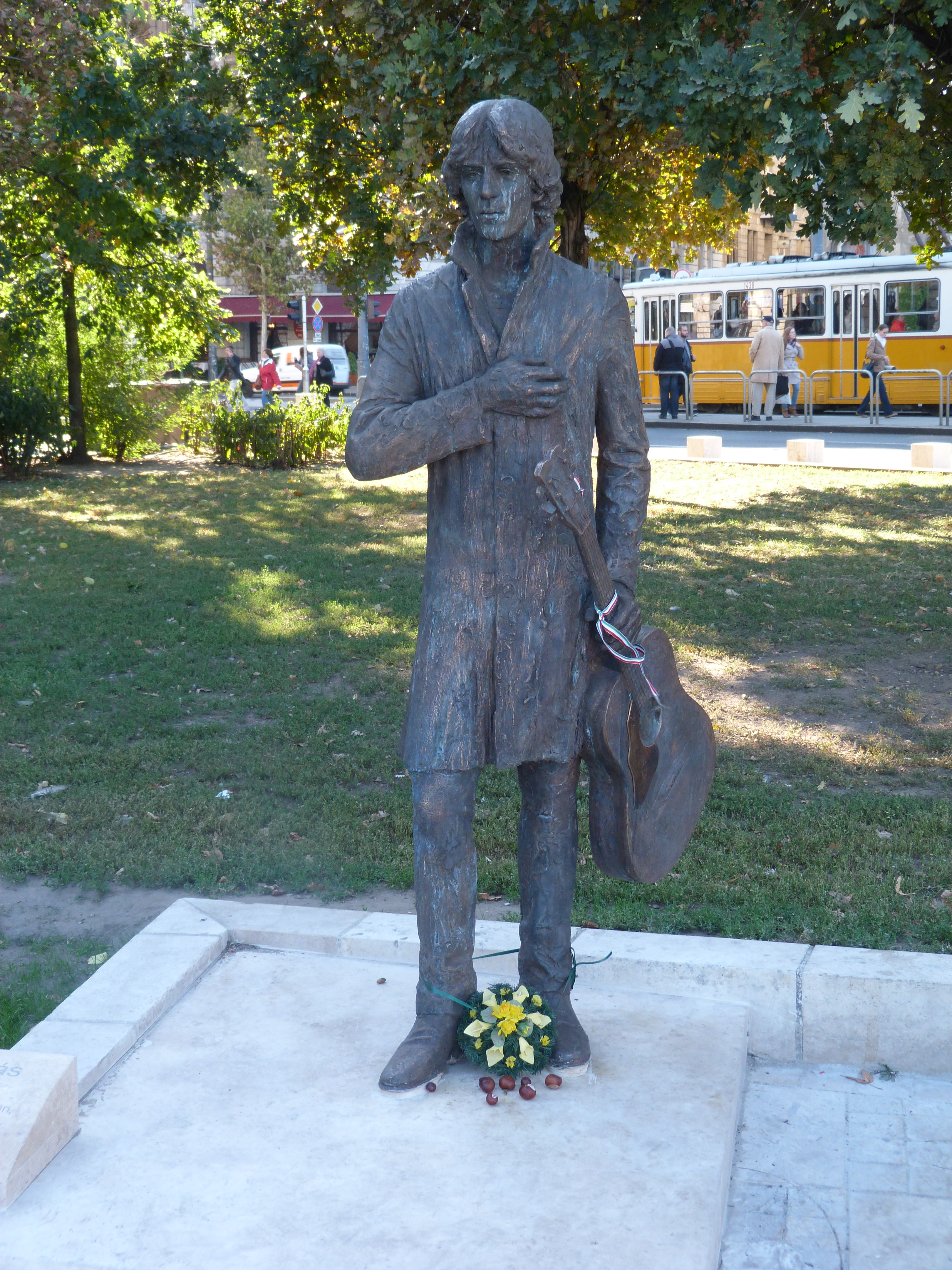
Szobra a Gellért téren
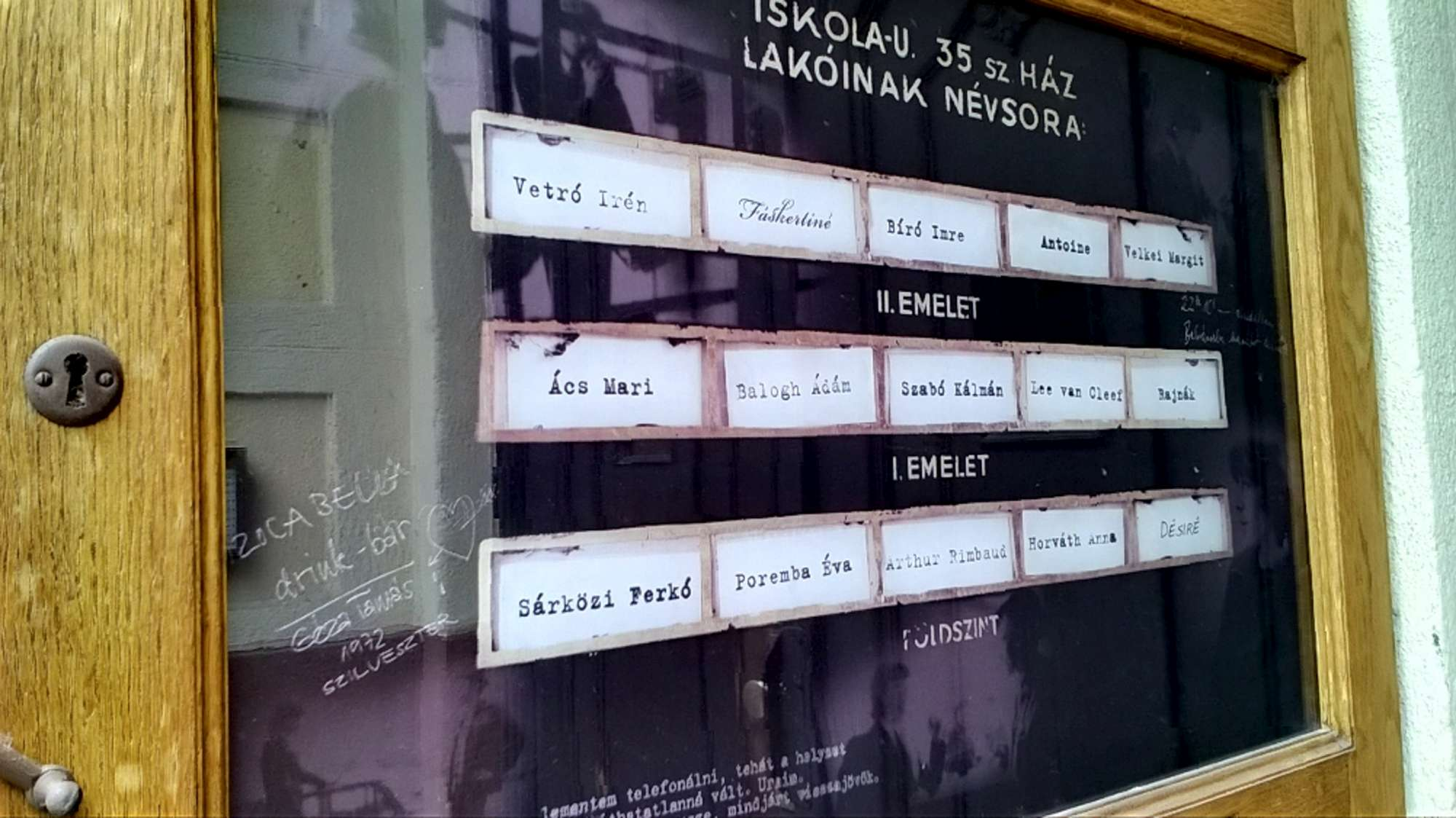
Szentgyörgyvölgyi Gábor: Lakónévsor Emléktábla egykori albérlete helyén[Mj. 1]
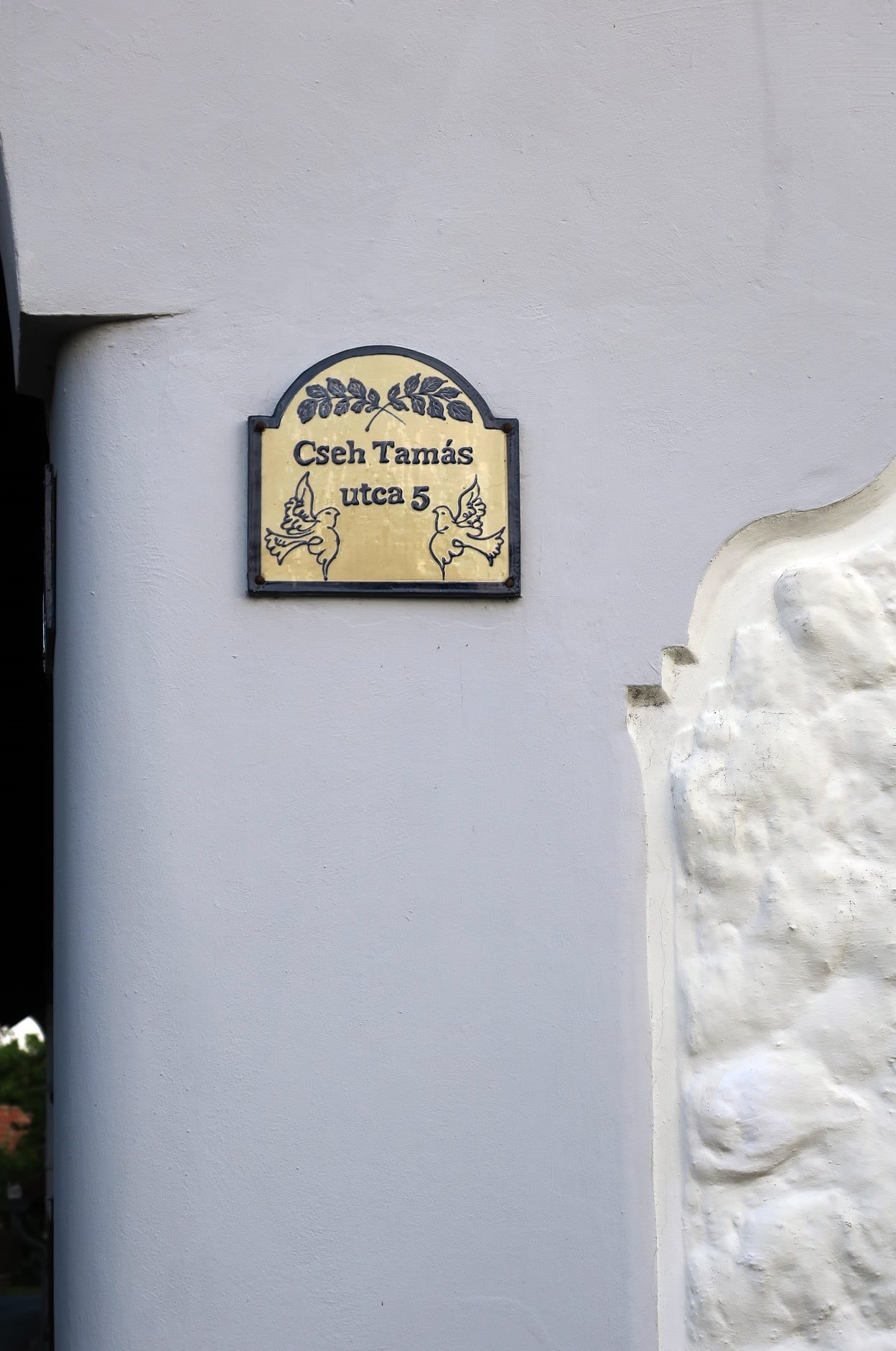
Utcanévtábla Kővágóörsön

## Munkássága

### Lemezek

#### Önálló nagylemezek
- Levél nővéremnek (1977, Másik Jánossal)
- Antoine és Désiré (1978)
- Fehér babák takarodója (1979)
- Műcsarnok (1981)
- Frontátvonulás (1983)
- Jóslat (1984)
- Utóirat (1987)
- Mélyrepülés (1988, Csengey Dénes szövegével;)
- Vasárnapi nép – koncertlemez (1989)
- Cseh Tamás – Bereményi Géza válogatáslemez (1990)
- Új dalok (1990)
- Nyugati pályaudvar (1993)
- Levél nővéremnek 2. (1994, Másik Jánossal) szöveg
- A telihold dalai (1997)
- Jóslat a Metrón (2003, koncertlemez)
- A véletlen szavai (2004)
- Az igazi levél nővéremnek (2004, Másik Jánossal)
- Esszencia (2007, duplalemezes válogatás)
- Ózdi koncert ’96 (2008)
- A DAL nélkül... (2009)

#### Filmzenék és egyéb munkák
- Cimbora (1984, gyermeklemez Másik Jánossal)
- Csinibaba (1996)
- 6:3 (1999)
- Magyar katonadalok és énekek a XX. századból (2000)
- Cseh Tamás – Ady. Novák János dalai; Helikon, Bp., 2004 (Hangzó Helikon) + CD
- Cimbora – dalok gyerekeknek (2005)
- Katonadalok
- Csillagokkal táncoló kojot (2007, hangoskönyv)
- Fel nagy örömre! Karácsonyi énekek (2008, Gryllus produkció, a dalokat hangszerelte és a felvételt készítette Péterdi Péter)

## DVD és VHS
- Új dalok (1994, Katona József Színház, Videószínház – VHS-en)
- Portré – Ének szemtől szemben / Utóirat (2009 – Fehér György és Szász János filmjei Cseh Tamásról egy lemezen)
- Titkos dalok (2009., DVD + 2 CD)

### Önálló estjei a Budapesti Katona József Színházban
- Alkotótárs Bereményi Géza
  - Jóslat (1984. március 15.)[Mj. 2]
  - A 100. éjszaka (1989. április 7.)
  - Új dalok (1990. szeptember 19.)
  - Nyugati pályaudvar (1992. szeptember 26.)
  - Levél a nővéremnek II. (1994. március 11. Szerző- és előadó-társ: Másik János)
  - Válogatás régi és új dalokból (1995. október 4.)
  - Telihold dalai (1996. november 16.) Alkotótárs: Csengey Dénes
  - Mélyrepülés (1986. május 19.[16])

### Filmszerepek, filmdalok
- 1965 – Szerelmes biciklisták (rendezte: Bacsó Péter)
- 1967 – Nyár a hegyen (rendezte: Bacsó Péter)
- 1971 – Még kér a nép (rendezte: Jancsó Miklós)
- 1974 – Szerelmem, Elektra (rendezte: Jancsó Miklós)
- 1975 – Hajdúk (rendezte: Kardos Ferenc)
- 1976 – Magánbűnök, közerkölcsök (rendezte: Jancsó Miklós)
- 1976 – Teketória (rendezte: Maár Gyula)
- 1977 – Ékezet (rendezte: Kardos Ferenc)
- 1981 – A zsarnok szíve, avagy Boccaccio Magyarországon (rendezte: Jancsó Miklós)
- 1982 – Nyom nélkül (rendezte: Fábry Péter)
- 1984 – Eszmélés (rendezte: Grunwalsky Ferenc)
- 1986 – Idő van (rendezte: Gothár Péter)
- 1986 – Szörnyek évadja (rendezte: Jancsó Miklós)
- 1988 – Vadon (rendezte: András Ferenc)
- 1989 – Századunk (Bokor Péter – és Hanák Gábor dokumentumfilmjében műsorvezető)
- 1991 – Kék Duna keringő – (rendezte: Jancsó Miklós)
- 1991 – Pán Péter (rendezte: Novák János)
- 1993 – A turné (rendezte: Bereményi Géza)
- 1993 – Blue box (rendezte: Káldor Elemér)
- 1997 – Csinibaba (rendezte: Tímár Péter)
- 1997 – Hősök tere I-II. Szubjektív történelmi mese (rendezte: Jancsó Miklós)
- 1999 – 6:3 (rendezte: Tímár Péter)
- 2001 – Cseh Tamás film (rendezte: Fonyó Gergely)

### Színház
- 1972–77: Dal nélkül – Cseh Tamás estje Bereményi Géza verseire (k.m.: Ad Libitum együttes, Novák János, Márta István, Kecskeméti Gábor, Huszonötödik Színház)
- 1972–1974: Fényes Szelek (r.: Jancsó Miklós, Huszonötödik Színház)
- 1973-74: Vörös zsoltár (r.: Jancsó Miklós, Huszonötödik Színház)
- 1974: M-A-D-Á-C-H (r.: Iglódi István, Szigeti Károly, zene: Cseh Tamás és Novák János, Huszonötödik Színház)
- 1974: Szép magyar tragédia (írta: Hernádi Gyula, Gyulai Várszínház)
- 1975: Véres farsang (Gyulai Várszínház)
- 1975: Levél nővéremnek – Cseh Tamás és Másik János estje Bereményi Géza verseire, Huszonötödik Színház)
- 1975: Ha tanultunk zsoltárokat (Novák János Ady-estje, Huszonötödik Színház)
- 1976: Uránbányászok (r.: Paál István, Pécsi Nemzeti Színház)
- 1976–1977: Lear király (r.: Szigeti Károly, Huszonötödik Színház)
- 1977: Übü király (r.: Paál István, Pécsi Nemzeti Színház)
- 1979: Háromszoros vivát (írta: Vámos Miklós, Eger, Játékszín)
- 1983: Ahogy tetszik (Amiens, r.: Székely Gábor Katona József Színház)[Mj. 3]
- 1985: A játékos (Részeg, r.: Csizmadia Tibor Katona József Színház)
- 1986: Oszlopos Simeon (írta: Sarkadi Imre, zene: Cseh Tamás, Szegedi Nemzeti Színház)
- 1991: A legvidámabb barakk („kiállításszínház”, r. Bereményi Géza, Rajk László Tatabányán)

### Bibliográfia

#### Saját könyvek
- (1997) Hadiösvény. Kiadó: DEE-SIGN a HSTART közreműködésével ISBN 963-04-9234-2
- Hadiösvény, 1968–69; ill. a szerző; 2. jav. kiad.; Dee-Sign, Bp., 1998
- (2006) Csillagokkal táncoló Kojot. Méry Ratio Kiadó ISBN 8088837936
- Grafikák; Méry Ratio, Šamorín, 2014
- Csillagokkal táncoló Kojot. Észak-amerikai indián mesék. Cseh Tamás válogatása; 2. revideált kiad.; Méry Ratio, Bp., 2019

#### Szövegkönyvek
- (1991) Bereményi Géza: Dalok Cseh Tamás zenéjére. ISBN 9630413639
- (1993) Bereményi Géza: Kelet-nyugati pályaudvar. T-Twins Kiadó, ISBN 9637977287
- (1997) Bereményi Géza: A telihold dalai. Kulturtrade Kiadó Kft., ISBN 9639069167
- (2008) Bereményi Géza: 150 dalszöveg Cseh Tamás zenéjére. Napkút Kiadó ISBN 978-963-263-024-3

## Elismerései
- 1988 Az év lemeze díj

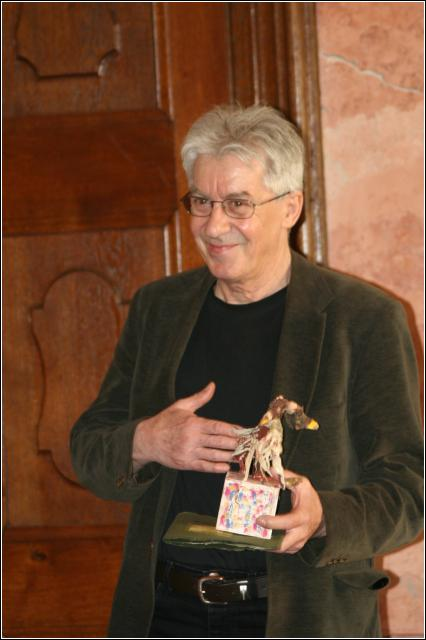
A "Párhuzamos kultúráért" díj átvételekor

- 1992 A Magyar Köztársasági Érdemrend tisztikeresztje
- 1993 Liszt Ferenc-díj
- 1998 Pro Urbe Budapest (Bereményi Gézával közösen: „Budapest művészeti életében egyedi eszközökkel vállalt küldetésük elismeréseként”)
- 2001 Kossuth-díj (Bereményi Gézával együtt)
- 2007 MEDIAWAVE Fesztivál "Párhuzamos kultúráért" díj[17]
- 2008 Józsefváros díszpolgára[18]
- 2009 Bakonybél díszpolgára
- 2009 A Magyar Köztársasági Érdemrend középkeresztje
- 2009 Magyar Örökség díj
- 2009 Újbuda díszpolgára /posztumusz/[19]

## Könyvek Cseh Tamásról
- (1978) Bereményi Géza: Legendárium. Magvető Könyvkiadó ISBN ISBN 963-271-475-x
- (1983) Csengey Dénes: „… és mi most itt vagyunk”, esszé A kétségbeesés méltósága kötetben ISBN 9631412881, de önálló kiadásban is megjelent 1983-ban ISBN 963271878X, cikk
- (1990) Fodor Sándor: Cseh Tamás (interjú-regény) Graffiti Bt. ISBN 963044223X
- (1993) Bérczes László: A mezsgyén. Cégér Könyvkiadó Kft. ISBN 963 8107 065
- (1996) Mester Ildikó: Bereményi Géza életmű-interjú. Seneca Kiadó, Kéri & Halász kiadása ISBN 963-8038-23-3
- (2004) Bereményi Géza: Legendárium. Holnap Kiadó Kft. ISBN 9633466350
- (2007) Bérczes László: Cseh Tamás (Bérczes László beszélgetőkönyve). Új Palatinus Könyvesház Kft, Budapest. ISBN 9789639651876
- (2009) R. Kiss Kornélia: Micsoda útjaid voltak neked (Vallomások Cseh Tamásról). Vox Nova Produkció. ISBN 9789638824622
- Énekelsz Csehtamást?; riporter Fodor Sándor; Cser, Bp., 2021